# Opalisering

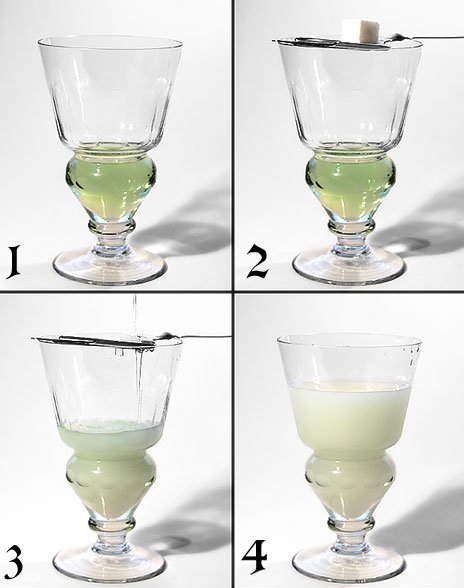
Beredning av absint med dryck där vattnet som tillsätts i steg 3 orsakar opalisering.

Opalisering är effekten hos bland annat vissa alkoholhaltiga drycker, exempelvis absint eller ouzo, att bli grumliga när de späds ut med vatten. Dessa båda drycker, som är exempel på anissprit innehåller eteriska oljor som är lösliga i etanol, men inte i vatten. När alkoholhalten sjunker vid spädning faller dessa ämnen ut i finfördelad vätskeform, och på så sätt skapas en mikroemulsion.
För absint används ibland den franska termen louche för fenomenet. Från ouzon har företeelsen fått smeknamnet "ouzo-effekten".